# James Grout
James Grout (Londen, 22 oktober 1927 – Malmesbury (Wiltshire), 24 juni 2012) was een Britse acteur.
Zijn carrière startte in 1956 en eindigde ten slotte in 2000. Het grote publiek kent hem met name als Chief Superintendant Jim Strange uit de tv-politieserie Inspector Morse waarin hij zijn rol 22 keer speelde.
Grout was genomineerd voor "Broadway's 1965 Tony Award" voor de "Best Supporting or Featured Actor (Musical)" voor "Half a Sixpence". Ook was hij een gewaardeerd lid van de Royal Academy of Dramatic Art (RADA), waar hij zijn acteeropleiding ook gevolgd had.
De naam van Grouts echtgenote was Noreen. Uit hun relatie werd één kind geboren.

## Filmografie
- The Adventures of Sir Lancelot (televisieserie) – Petroc (afl. "Shepherd's War", 1956)
- Z-Cars (televisieserie) – Eric Clifford (afl. "Information Received", 1962)
- Suspense (televisieserie) – Dr. Charles Lloyd (afl. "Project Survival", 1963)
- Redcap (televisieserie) – kolonel McEwan (afl. "A Regiment of the Line", 1965)
- Theatre 625 (televisieserie) – stadsomroeper (afl. "Doctor Knock", 1966)
- Dr. Finlay's Casebook (televisieserie) – Willie Gillespie (afl. "No Subsidy for Sin", 1966)
- Redcap (televisieserie) – sergeant Harry Bamber (afl. "Information Received", 1966)
- Play of the Month (televisieserie) – Sparta (afl. "Make Me an Offer", 1966)
- Theatre 625 (televisieserie) – Cheeseman (afl. "Girl of My Dreams", 1966)
- Man in a Suitcase (televisieserie) – Franklin (afl. "The Sitting Pigeon", 1967)
- The First Lady (televisieserie) – George Kingston (afl. "Print and Be Damned", 1968)
- Codename: Portcullis (televisiefilm, 1969) – Dr. Maurice Owen
- Comedy Playhouse (televisieserie) – majoor Gissing (afl. "An Officer and a Gentleman", 1970)
- The Wednesday Play (televisieserie) – Squire (afl. "The Hunting of Lionel Crane", 1970)
- Dixon of Dock Green (televisieserie) – inspecteur Prescott (3 afl., 1969–1971)
- The Ten Commandments (televisieserie) – Angus (afl. "Husband and Friend", 1971)
- The Abominable Dr. Phibes (1971) – sergeant
- The Guardians (televisieserie) – Hobbs (afl. "The Roman Empire", 1971)
- Softly Softly (televisieserie) – Jarman (afl. "A Policeman's Lot: Part 2: You Pays Your Money", 1972)
- Jason King (televisieserie) – filmregisseur (afl. "An Author in Search of Two Characters", 1972)
- The Ruling Class (1972) – inspecteur Brockett
- Budgie (televisieserie) – majoor Hawkins (afl. "The Outside Man", 1972)
- Play of the Month (televisieserie) – Sir George Crofts (afl. "Mrs. Warren's Profession", 1972)
- Play for Today (televisieserie) – Sinclair (afl. "Ackerman, Dougall and Harker", 1972)
- Thriller (televisieserie) – hoofdinspecteur Cramer (afl. "File It Under Fear", 1973)
- Crown Court (televisieserie) – hoofdinspecteur Carson (afl. "Hit and Miss", 1973)
- Great Mysteries (televisieserie) – Sgt. Fred Mullins (afl. "Farewell to the Faulkners", 1973)
- To Sir, with Love (televisiefilm, 1974) – hoofdmeester Hawthorne
- Microbes and Men (televisieserie) – Robert Koch (3 afl., 1974)
- Cakes and Ale (miniserie, 1974) – Lord George Kemp
- You're on Your Own (televisieserie) – Stephen Draycott (afl. "Assault", 1975)
- The Hanged Man (televisieserie) – Sam McGuire (2 afl., 1975)
- Looking for Clancy (televisieserie) – Dai Owen (5 afl., 1975)
- Angels (televisieserie) – Mr. Cooper (afl. "Case History", 1975)
- When the Boat Comes In (televisieserie) – Richard Harley Evans (afl. "Happy New Year, Some Say", 1976)
- Z-Cars (televisieserie) – James Barraclough (afl. "Say Goodbye to the Horses", 1976)
- BBC2 Playhouse (televisieserie) – rol onbekend (2 afl., 1975/1976)
- Hadleigh (televisieserie) – David Lanyon (afl. "Incident", 1976)
- A Man of Morality (televisiefilm, 1976) – rol onbekend
- Sister Dora (1977) – rol onbekend
- Romance (televisieserie) – Henry (afl. "High Noon", 1977)
- Centre Play (televisieserie) – rol onbekend (afl. "A Passage to Inverness", 1977)
- Van der Valk (televisieserie) – Josef Kolmaar (afl. "Wolf", 1977)
- Premiere (televisieserie) – inspecteur Bead (afl. "A Hymn from Jim", 1977)
- Z-Cars (televisieserie) – Victor Lawson (afl. "Departures", 1978)
- BBC2 Play of the Week (televisieserie) – Sir Arthur Conan Doyle (afl. "Fairies", 1978)
- Diary of a Nobody (televisieserie) – rol onbekend (afl. onbekend, 1979)
- Malice Aforethought (televisieserie) – inspecteur Russell (afl. onbekend, 1979)
- Turtle's Progress (televisieserie) – hoofdinspecteur Rafferty (afl. onbekend, 1979–1980)
- Born and Bred (televisieserie) – Frank Benge (afl. onbekend, 1978–1980)
- Honky Tonk Heroes (televisieserie) – Big Hal (3 afl., 1981)
- Loophole (1981) – Fairbrother
- Juliet Bravo (televisieserie) – hoofdinspecteur Albert Hallam (3 afl., 1981)
- The Tale of Beatrix Potter (televisiefilm, 1982) – rol onbekend
- For the Love of Egypt (televisiefilm, 1982) – rol onbekend
- Shelley (televisieserie) – Locum (afl. "A Drop of the Pink Stuff", 1982)
- The Agatha Christie Hour (televisieserie) – William Rowland (afl. "The Girl in the Train", 1982)
- Man and Superman (televisiefilm, 1982) – Roebuck Ramsden
- Saturday Night Thriller (televisieserie) – rol onbekend (afl. "Broken Glass", 1982)
- Play for Today (televisieserie) – William Strahan (afl. "The Falklands Factor", 1983)
- Number 10 (televisieserie) – Mortimer (afl. "Dizzy", 1983)
- It'll All Be Over in Half an Hour (televisieserie) – verschillende rollen (Episode 1.1 t/m 1.3, 1983)
- The Bounder (televisieserie) – brigadier Evans (afl. "Raffles", 1983)
- Play for Today (televisieserie) – Reg Champion (afl. "Stan's Last Game", 1983)
- Cockles (televisieserie) – Arthur Dumpton (afl. onbekend, 1984)
- A Fine Romance (televisieserie) – Georges (afl. "The Telephone Call", 1984)
- The Box of Delights (televisieserie) – inspecteur (5 afl., 1984)
- Yes, Minister (televisieserie) – Jeffrey, Chief Whip (afl. "Party Games", 1984)
- The Beiderbecke Affair (televisieserie) – Mr. McAllister (2 afl., 1984/1985)
- Murder of a Moderate Man (miniserie, 1985) – rol onbekend
- A Very Peculiar Practice (televisieserie) – Prof. George Bunn (afl. onbekend, 1988)
- After the War (miniserie, 1989) – kolonel Ramsden (afl. onbekend)
- Mother Love (miniserie, 1989) – George Batt
- Saracen (televisieserie) – Donald Bowker (afl. "Three Blind Mice", 1989)
- Stay Lucky (televisieserie) – Ken Warren (3 afl., 1989)
- All Creatures Great and Small (televisieserie) – Granville Bennett (6 afl., 1978, 1980, 1988, 1990)
- About Face (televisieserie) – Mr. Morley (afl. "Sleeping Sickness", 1991)
- Roy's Raiders (televisieserie) – Roy (6 afl., 1991)
- Titmuss Regained (miniserie, 1991) – Sir Willoughby Blane (afl. onbekend)
- The Old Devils (miniserie, 1992) – Peter Thomas
- Rumpole of the Bailey (televisieserie) – Mr. Justice Ollie Oliphant (4 afl., 1991/1992)
- Cyberzone (televisieserie) – Thesp (afl. onbekend, 1993)
- Shakespeare: The Animated Tales (televisieserie) – Catesby/Ely (afl. "King Richard III", 1994, stem)
- Performance (televisieserie) – Justice Silence (afl. "Henry IV", 1995)
- Death of a Salesman (televisiefilm, 1996) – Charley
- Drop the Dead Donkey (televisieserie) – Desmond Platt (afl. "Inside the Asylum", 1996)
- Family Money (televisieserie) – Buffy (afl. onbekend, 1997)
- Goodnight Sweetheart (televisieserie) – Mr. Rutley (2 afl., 1998)
- Wonderful You (miniserie, 1999) – Jim
- Julie and the Cadillacs (1999) – Mr. Watkins
- David Copperfield (televisiefilm, 1999) – Mr. Spenlow
- Inspector Morse (televisieserie) – commissaris Jim Strange (22 afl., 1987–2000)
- Inspector Morse: Rest in Peace (dvd, 2000) – commissaris Jim Strange